# Петрицкий, Михаил Константинович
Михаил Константинович Петрицкий (5 ноября 1865, Копычинцы — 15 февраля в 1921, тюрьма «Холодная гора», Харьков) — галицкий редактор, издатель, государственный и общественный деятель. Работал редактором журнала «Гайдамаки» во Львове, затем избран послом (депутатом) австрийского парламента.

## Биография
Происходил из мещанской семьи. Его старший брат, Петр Петрицкий, был греко-католическим церковнослужителем и общественным деятелем.
Окончил учительскую семинарию в Тернополе, торговую академию (ныне торгово-экономический университет) во Львове.
Учительствовал. Вел торговую деятельность, занимался продажей серебра во Львове. Был одним из самых богатых и влиятельных торговцев в регионе. Участник украинского национально-культурного движения, гражданских акций украинцев в Копычинецском уезде, в частности, большого крестьянской забастовки 1902 года. С 1890 член Русско-украинской радикальной партии. С 1907 член Украинской национально-демократической партии.
В 1902—1906 годы учредитель, издатель, редактор газеты-еженедельника «Гайдамаки» во Львове. Издал ряд украинских книг (авторов Петр Карманский, Богдан Лепкий, Василий Щурат и другие). Близок к представителям «Молодой Музы», к которой принадлежали Богдан Лепкий, Петр Карманский, Василий Пачевский. Издавал стихи этих поэтов.
С 1905 года проводил предвыборную кампанию в австрийский рейхсрат, в 1907—1918 годы посол от Гусятинского округа. При его содействии в Копычинцах построен «Народный Дом». Был заключён в тюрьму за политическую деятельность, вывезен в Россию (Чистополь) как заложник, откуда сбежал в июле 1917 года. Соучредитель филиала общества «Сельский хозяин» в Копычинцах 1917 года, приобрёл для него дом.
В 1918—1919 годах — делегат в Украинскую Национальную Раду ЗУНР в Станиславе. В 1911 году принимал активное участие в праздновании 50-летия со дня смерти Тараса Шевченко в Гусятине.
С переходом правительства ЗУНР за линию Збруча в середине июля пошел за Збруч, был старшиной по пропаганде Начальной Команды УГА, находился при штабе III-го корпуса.
После создания ЧУГА в феврале 1920 года публично обвинил большевистских вождей В. Затонского, В. Порайко в том, «что ведут галичан ложной дорогой». Большевики арестовали Михаила Петрицкого, вывезли в Харьков, где его привлекли к следствию по Делу правительства УНР — Делу членов ЦК Украинской партии социалистов-революционеров. В 21 томе дела № 69270 Ф. П. Отраслевого государственного архива СБУ Украины есть справка (лист 95) о смерти Петрицкого М. К. от воспаления легких 15 февраля 1921 г. «… в больнице Харьковского Центрального 1-го Дома общественного принудительного труда» («Холодная гора»).
На момент подачи к печати книги «О. Бажан, Есть. Гасай, П. Гуцал (составители). Реабілітовані історією. Тернопільська область» после обращения редакции Тернопольской областной Книги Памяти управление СБУ в Харьковской области ответило, что личное дело Михаила Петрицкого отсутствует, поэтому он не был реабилитирован.